# Ferovac
Ferovac falu Horvátországban, Pozsega-Szlavónia megyében. Közigazgatásilag Kutjevohoz tartozik.

## Fekvése
Pozsegától légvonalban 15, közúton 18 km-re északkeletre, községközpontjától 3 km-re délnyugatra, a Pozsegai-medencében, a Pozsegáról Nekcsére menő 51-es főút mentén, Bjelisevac és Kula között fekszik. 

## Története
A település a 19. század végén mezőgazdasági majorként keletkezett a kutjevói uradalom területén. A mezőgazdasági földek művelésére a század végén és a 20. század elején a Dél-Dunántúlról jelentős magyar anyanyelvű lakosság érkezett a településre. 1911-ben a Turković család a ferovaci allódiumot a Vatay családnak adta el, akik 1945-ig szeszgyárat működtettek itt. A településnek 1890-ben 92, 1910-ben 128 lakosa volt. 1910-ben a népszámlálás adatai szerint lakosságának 73%-a magyar, 15%-a horvát, 10%-a szerb anyanyelvű volt. Pozsega vármegye Pozsegai járásának része volt. Az első világháború után 1918-ban az új szerb-horvát-szlovén állam, majd később (1929-ben) Jugoszlávia része lett. A második világháború idején elüldözött magyarok helyére a háború után főként Zágráb környékéről települt be horvát lakosság. 1991-ben lakosságának 97%-a horvát, 3%-a szerb nemzetiségű volt. A településnek 2011-ben 103 lakosa volt. Kápolnája és közösségi háza van.

## Lakossága
| Lakosság változása | Lakosság változása | Lakosság változása | Lakosság változása | Lakosság változása | Lakosság változása | Lakosság változása | Lakosság változása | Lakosság változása | Lakosság változása | Lakosság változása | Lakosság változása | Lakosság változása | Lakosság változása | Lakosság változása | Lakosság változása |
| ------------------ | ------------------ | ------------------ | ------------------ | ------------------ | ------------------ | ------------------ | ------------------ | ------------------ | ------------------ | ------------------ | ------------------ | ------------------ | ------------------ | ------------------ | ------------------ |
| 1857               | 1869               | 1880               | 1890               | 1900               | 1910               | 1921               | 1931               | 1948               | 1953               | 1961               | 1971               | 1981               | 1991               | 2001               | 2011               |
| 0                  | 0                  | 0                  | 92                 | 151                | 128                | 88                 | 60                 | 159                | 179                | 170                | 154                | 145                | 142                | 118                | 103                |